# 5. ceremonia wręczenia Złotych Globów
5. ceremonia wręczenia Złotych Globów odbyła się 10 marca 1948 roku w Hollywood Roosevelt Hotel w Los Angeles.

## Laureaci
- Najlepszy film: Dżentelmeńska umowa, reż. Elia Kazan
- Najlepszy aktor: Ronald Colman – Podwójne życie
- Najlepsza aktorka: Rosalind Russell – Żałoba przystoi Elektrze
- Najlepszy aktor drugoplanowy: Edmund Gwenn – Cud na 34. ulicy
- Najlepsza aktorka drugoplanowa: Celeste Holm – Dżentelmeńska umowa
- Najlepsza reżyseria: Elia Kazan – Dżentelmeńska umowa
- Najlepszy scenariusz: Cud na 34. ulicy – George Seaton
- Najlepsza ścieżka dźwiękowa: Życie z ojcem – Max Steiner
- Najlepsze zdjęcia: Jack Cardiff – Czarny narcyz
- Najbardziej obiecujący aktor: Richard Widmark – Pocałunek śmierci
- Najbardziej obiecująca aktorka: Lois Maxwell – That Hagen Girl
- Nagroda specjalna – najlepszy nieletni aktor: Dean Stockwell – Dżentelmeńska umowa
- Nagroda za szczególne osiągnięcie: Walt Disney – Bambi